# Агапит (Горачек)
Архиепископ Ага́пит (в миру Александр Владимирович Горачек, чеш. Alexander Horáček, нем. Alexander Goratchek; 25 сентября 1955, Франкфурт-на-Майне — 28 мая 2020, Мюнхен) — архиерей Русской православной церкви за границей, архиепископ Штутгартский, викарий Берлинско-Германской епархии.

## Биография
Александр Владимирович Горачек родился 25 сентября 1955 года во Франкфурте-на-Майне, в семье русских эмигрантов. Его дедушка был чехом: «мой дед был чех из Праги, учился в Санкт-Петербурге в свое время, там познакомился с моей бабушкой и остался в России. Был железнодорожником, инженером-строителем, и в Архангельской губернии он вёл один участок». Отец — Владимир Яромирович Горачек (1916—1981), многолетний директор издательства «Посев», активный член Народно-Трудового Союза российских солидаристов (НТС).
Окончил гимназию во Франкфурте-на-Майне в 1974 году. После службы в Бундесвере поступил в 1976 году на архитектурный факультет в Дармштадте, но, желая принять монашество, оставил учёбу.
С 1974 по 1984 годы — член Народно-Трудового Союза российских солидаристов (НТС). Оказывал помощь и своему отцу в верстке журнала «Посев». Вышел из организации по собственному желанию.
В 1978 году, в качестве делегата от Германской епархии, Горачек посетил Всезарубежный съезд русской молодёжи в Торонто, а по его окончании заехал в Свято-Троицкий монастырь в Джорданвилль. Во время этой поездки он окончательно определился в выборе пути, решив принять монашество и священство.
В 1979 году вступил в монашескую общину при Свято-Елизаветинской церкви в Висбадене, организованную настоятелем храма архимандритом Марком (Арндтом), переехавшую после архиерейской хиротонии своего духовного руководителя 30 ноября 1980 года в монастырь преподобного Иова Почаевского в Мюнхене. 9 ноября 1981 года был пострижен в рясофор, а 29 марта 1983 года — в мантию. 25 декабря того же года был рукоположён в иеродиакона, 8 апреля 1991 года — в иеромонаха. С 1980 по 1985 года бывал на Афоне, но затем вынужденно отказался от поездок туда из-за проблем с Ильинским скитом.
В монастыре нёс различные послушания, в том числе связанные с издательской деятельностью.
В 1995 году был возведён в сан игумена. В 1998 году награждён крестом с украшениями.
Решение о рукоположении в сан епископа игумена Агапита (Горачека) было принято на Архиерейском соборе РПЦЗ 20 октября 2000 года единогласно (другой кандидат во епископы, избранный собором, — сибирский протоиерей Иоаким Лапкин — от хиротонии отказался).
30 апреля 2001 года в кафедральном соборе новомучеников и исповедников Российских в ходе торжеств прославления в РПЦЗ святителей Игнатия (Брянчанинова), Феофана Затворника, Филарета Московского и преподобного Феофила Киевского по окончании всенощной и первого часа был наречён во епископы.
1 мая 2001 года там же был хиротонисан во епископа Штутгартского, викария Германской епархии РПЦЗ. Хиротонию совершили участвовавшие в торжествах архиереи: архиепископ Сиракузский и Троицкий Лавр (Шкурла), архиепископ Берлинский и Германский Марк (Арндт), архиепископ Австралийско-Новозеландский Иларион (Капрал), епископ Ишимско-Сибирский Евтихий (Курочкин) и епископ Женевский и Западно-Европейский Амвросий (Кантакузен).
В 2004 году Агапит впервые приехал в Россию, посетив с 17 по 24 апреля Екатеринбург, Невьянск, Верхотурье, Алапаевск, а также урочище Поросёнков лог, где были обнаружены останки царской семьи. В октябре 2004 года снова прилетел в Екатеринбург, он привез с собою группу из восемнадцати паломников: священника и прихожан храма святителя Николая в Дармштадте. Вся паломническая группа, получив благословение местного архиерея, причащалась в храмах Московского Патриархата. В этом проявилась и позиция епископа Агапита, который был горячим и последовательным сторонником воссоединения РПЦЗ с Московским Патриархатом. С 2004 года предпринимал всяческие попытки заинтересовать священноначалие и привлечь его внимание к изучению проблемы и признания царских останков. Во многом определить свою позицию в этом вопросе архиепископу помогла Наталия Розанова, хорошо знакомая с материалами следствия и судебно-медицинскими исследованиями. Епископ Агапит благословил издание в 2008 году книги Натальи Роановой «Царственные страстотерпцы. Посмертная судьба» и написал к ней предисловие.
Епископ Агапит написал послесловие к изданной издательством «Посев» в 2010 году книге Кирилла Александрова «Мифы о генерале Власове».
5 мая 2009 года сослужил в Храме Гроба Господня архиепископу Аристарху (Перистерису), секретарю Священного Синода Иерусалимского Патриархата, восстановив таким образом полноту церковного общения РПЦЗ с Иерусалимским Патриархатом.
4 июля 2010 года попал в аварию: при выезде на автомагистраль А8 Штутгарт — Мюнхен в их автомашину марки БМВ на большой скорости врезался сзади автомобиль, управляемый пьяным водителем.
C 10 июля 2010 года в течение 4 месяцев по просьбе митрополита Илариона (Капрала) находился в Австралии.
29 сентября 2010 года «во внимание к усердным трудам и в связи с 55-летием со дня рождения» награждён памятной панагией.
Решением Архиерейского Собора РПЦЗ, проходившего 10 — 17 мая 2011 года, назначен председателем новоучреждённого Издательского совета Русской Зарубежной Церкви.
27 сентября 2015 года «во внимание к усердным трудам и в связи с 60-летием» награждён орденом преподобного Серафима Саровского II степени
13 июня 2017 года решением Архиерейского собора РПЦЗ возведён в сан архиепископа.
Скончался 28 мая 2020 года утром, в праздник Вознесения Господня, от болезни сердца, которой страдал в последние годы жизни. Погребен на русском православном кладбище в Висбадене.